# Neogyne
Neogyne là một chi bướm đêm thuộc họ Geometridae.